# Vilniaus Miesto Futbolo Draugija Žalgiris 2011
Questa voce raccoglie le informazioni riguardanti il Vilniaus Miesto Futbolo Draugija Žalgiris nelle competizioni ufficiali della stagione 2011.

## Stagione
Nella stagione 2011 il VMFD Žalgiris ha disputato la A Lyga, massima serie del campionato lituano di calcio, terminando il torneo al secondo posto con 72 punti conquistati in 33 giornate, frutto di 22 vittorie, 6 pareggi e 5 sconfitte. Nell'autunno 2011 è sceso in campo a partire dal quinto turno della Lietuvos Taurė 2011-2012, la coppa nazionale lituana che ebbe il suo epilogo nel corso della stagione 2012 con la vittoria finale dello stesso VMFD Žalgiris. Grazie al secondo posto in classifica e grazie alla vittoria della coppa nazionale 2011-2012, il VMFD Žalgiris si è qualificato al secondo turno preliminare della UEFA Europa League 2012-2013.

## Rosa
| N. |                     | Ruolo | Calciatore            |
| -- | ------------------- | ----- | --------------------- |
| 1  | Lituania (bandiera) | P     | Saulius Klevinskas    |
| 2  | Croazia (bandiera)  | D     | Mario Jokic           |
| 3  | Lituania (bandiera) | D     | Georgas Fridgeimas    |
| 4  | Russia (bandiera)   | C     | Pavel Zubov           |
| 4  | Italia (bandiera)   | C     | Luca Bonometti        |
| 5  | Lituania (bandiera) | D     | Algis Jankauskas      |
| 6  | Lituania (bandiera) | D     | Artūras Sobolis       |
| 7  | Lituania (bandiera) | C     | Egidijus Juška        |
| 8  | Lituania (bandiera) | D     | Egidijus Vaitkūnas    |
| 9  | Lituania (bandiera) | A     | Deivydas Matulevičius |
| 10 | Russia (bandiera)   | C     | Alexander Kurnaev     |
| 12 | Lituania (bandiera) | P     | Aivaras Bražinskas    |
| 13 | Lituania (bandiera) | C     | Artūras Jeršovas      |
| 15 | Lituania (bandiera) | D     | Denis Gordej          |

| N. |                     | Ruolo | Calciatore              |
| -- | ------------------- | ----- | ----------------------- |
| 17 | Lituania (bandiera) | C     | Raimondas Vilėniškis    |
| 20 | Lituania (bandiera) | C     | Vaidotas Šilėnas        |
| 21 | Lituania (bandiera) | C     | Arminas Vaskėla         |
| 22 | Lituania (bandiera) | C     | Edgaras Mastianica      |
| 23 | Lituania (bandiera) | D     | Jaunius Juozaitis       |
| 24 | Lituania (bandiera) | A     | Nerijus Astrauskas      |
| 31 | Lituania (bandiera) | P     | Marius Rapalis          |
| 32 | Lituania (bandiera) | A     | Daumantas Žukauskas     |
| 33 | Croazia (bandiera)  | D     | Tomislav Prekratić      |
| 35 | Lituania (bandiera) | D     | Edgaras Žarskis         |
| 37 | Lituania (bandiera) | C     | Justinas Baltrimavičius |
| 38 | Russia (bandiera)   | C     | Andrej Nagumanov        |
| 50 | Croazia (bandiera)  | C     | Mario Grgurović         |
| 69 | Francia (bandiera)  | A     | Goran Jerković          |

## Statistiche

### Statistiche di squadra
| Competizione             | Punti | In casa | In casa | In casa | In casa | In casa | In casa | In trasferta | In trasferta | In trasferta | In trasferta | In trasferta | In trasferta | Totale | Totale | Totale | Totale | Totale | Totale | DR  |
| Competizione             | Punti | G       | V       | N       | P       | Gf      | Gs      | G            | V            | N            | P            | Gf           | Gs           | G      | V      | N      | P      | Gf     | Gs     | DR  |
| ------------------------ | ----- | ------- | ------- | ------- | ------- | ------- | ------- | ------------ | ------------ | ------------ | ------------ | ------------ | ------------ | ------ | ------ | ------ | ------ | ------ | ------ | --- |
| A Lyga                   | 72    | 17      | 12      | 3       | 2       | 38      | 8       | 16           | 10           | 3            | 3            | 18           | 9            | 33     | 22     | 6      | 5      | 56     | 17     | +39 |
| Lietuvos Taurė 2011-2012 | -     | 1       | 0       | 1       | 0       | 0       | 0       | 1            | 1            | 0            | 0            | 1            | 0            | 2      | 1      | 1      | 0      | 1      | 0      | +1  |
| Totale                   | -     | 18      | 12      | 4       | 2       | 38      | 8       | 17           | 11           | 3            | 3            | 19           | 9            | 35     | 23     | 7      | 5      | 57     | 17     | +40 |